# Punta de Grabiel
La Punta de Grabiel és una muntanya de 215 metres que es troba al municipi de la Granja d'Escarp, a la comarca catalana del Segrià.